# Abadia (Espanha)
Abadia (em castelhano: Abadía) é um município da Espanha na comarca do Vale do Ambroz, província de Cáceres, comunidade autónoma da Estremadura, de área 45,1 km². Em 2021 tinha 359 habitantes (densidade: 8 hab./km²).

## Demografia
| Variação demográfica do município entre 1991 e 2004 [carece de fontes?] | Variação demográfica do município entre 1991 e 2004 [carece de fontes?] | Variação demográfica do município entre 1991 e 2004 [carece de fontes?] | Variação demográfica do município entre 1991 e 2004 [carece de fontes?] |
| ----------------------------------------------------------------------- | ----------------------------------------------------------------------- | ----------------------------------------------------------------------- | ----------------------------------------------------------------------- |
| 1991                                                                    | 1996                                                                    | 2001                                                                    | 2004                                                                    |
| 310                                                                     | 283                                                                     | 272                                                                     | 288                                                                     |